# Lampas elmeri
Lampas es un género con monotípico de arbustos  pertenecientes a la familia Loranthaceae. Su única especie: Lampas elmeri (King) Tiegh., es originaria de Malasia.

## Taxonomía
Lampas elmeri fue descrita por (Merr.) Danser  y publicado en  Bulletin du Jardin Botanique de Buitenzorg, sér. 3, 10: 320. 1929.
Sinonimia
- Loranthus elmeri Merr. basónimo[2][3]